# Titanium (film)
Titanium è un film di fantascienza del 2014 diretto da Dmitri Gratchev.

## Trama
In un lontano futuro, mille anni dopo che l'umanità ha iniziato a colonizzare altri pianeti, il mondo ostile di XT-59 è diventato la sede di un’unica e opprimente città governata da un regime totalitario. In questo sistema, il controllo è totale: ogni decisione, dalla carriera al partner, viene presa dall'alto. Coloro che non si conformano o commettono crimini vengono esiliati nella natura selvaggia e pericolosa del pianeta, un’immensa palude popolata da creature letali e altri esiliati ridotti a esseri quasi animali. Qui, l'esilio equivale a una condanna a morte.
Dieci prigionieri vengono abbandonati al di fuori del confine sicuro della città, con poche scorte e una vaga promessa di libertà rappresentata dalla leggendaria "Isola della Felicità", un luogo che forse nemmeno esiste. Tra loro emergono due leader: Ervin Kann, un ex consulente presidenziale intelligente e razionale, e Just Van Borg, un uomo brutale e autoritario. Subito il gruppo si divide in due fazioni: Ervin, accompagnato da Christie, cerca un modo per raggiungere l’isola, mentre Van Borg conduce il resto dei prigionieri verso una vecchia prigione abbandonata, chiamata "Gnila Meli", tuttavia, per molto tempo i loro percorsi praticamente coincidono. Mentre le due fazioni affrontano pericoli ambientali e conflitti interni, emergono gradualmente i segreti di Ervin. Il suo esilio non è casuale: ha sabotato il sistema informatico del regime, inoculando un virus capace di distruggere l’intero apparato di controllo. Tuttavia, questa rivelazione lo rende un bersaglio per chiunque voglia ottenere il potere. Christie, inizialmente scettica, si avvicina sempre più a Ervin, il cui pragmatismo si scontra con la sua sensibilità umana. Lungo il loro cammino, i due affrontano animali pericolosi, paludi infide e il continuo rischio di essere catturati dagli altri esiliati.
Mentre il viaggio verso l'Isola della Felicità li mette alla prova fisicamente e mentalmente, emergono domande più profonde: è possibile sfuggire a un sistema che plasma ogni aspetto della vita? E quale prezzo è disposto a pagare ciascuno di loro per la libertà?

## Riconoscimenti
- 2015 - Russian National Movie Awards
  - Candidatura al Miglior film d'azione russo[2]